# ジメトリダゾール
ジメトリダゾール（英：Dimetridazole）は抗原虫薬である。ニトロイミダゾール系薬剤である。家禽の飼料に一般的に添加されていたため、卵から検出されていた。発がん性の疑いがあるため、その使用は法的に制限されているが、卵ではまだ検出される。現在では、欧州連合、カナダ 、アメリカ合衆国 など、多くの地域で飼料添加物としては禁止されている。アメリカ合衆国では、アメリカ食品医薬品局が適応外使用を禁止している。